# Йоханета Елизабет фон Насау-Диленбург
Йоханета Елизабет фон Насау-Диленбург (на немски: Joaneta Elisabeth von Nassau) е графиня от Насау-Диленбург и чрез женитба от 1609 до 1619 г. графиня на Бентхайм и Графство Лимбург.

## Биография
Родена е на 13 февруари 1593 година в Диленбург. Тя е най-голямата дъщеря на граф Йохан VI фон Насау-Диленбург (1536 – 1606) и третата му съпруга Йоханета фон Сайн-Витгенщайн (1561 – 1622). По-малка сестра е на княз Йохан Лудвиг фон Насау-Хадамар (1590 – 1653).
Йоханета Елизабет се омъжва на 16 декември 1616 г. в Бентхайм за Конрад Гумпрехт фон Бентхайм-Текленбург (* 1585; † 10 март 1619), граф на Бентхайм и Лимбург. След смъртта на съпруга ѝ, през 1629 г. графството Лимбург е наследено от Мориц фон Бентхайм-Текленбург (1615 – 1674), племенник на нейния съпруг. През 1638 г. той предоставя на леля си двореца и Графство Лимбург като вдовишка издръжка.
Умира на 13 септември 1654 в Лимбург на 61-годишна възраст.

## Деца
Йоханета Елизабет и Конрад фон Бентхайм-Текленбург имат един син:
- Вилхелм фон Бентхайм-Лимпург (* 1617; † 1618)